# Ludwig Christian Haeusser

Louis Haeusser

Ludwig Christian Haeusser, auch: Louis Haeusser (* 6. November 1881 in Bönnigheim; † 9. Juni 1927 in Berlin), war ein Wanderprediger der 1920er Jahre und der bekannteste Vertreter der sogenannten Inflationsheiligen.

## Leben

### Bis 1918
Haeusser wuchs im damaligen Königreich Württemberg als Sohn eines pietistischen Weinbauern auf, der den intellektuellen Interessen seines Sohnes mit Unverständnis gegenübertrat. Von Beginn an herrschte ein starker Vater-Sohn-Konflikt, der die Grundlage für Haeussers starke Aversionen gegen jede Art von Fremdbestimmung und seine dauernden Konflikte mit staatlichen Autoritäten legte. „Streng erzogen, schwer angehalten zu furchtbarer, harter Feldarbeit, mit 14 Jahren in die kaufmännische Lehre getrieben“, so Haeusser rückblickend, verließ er 1899 gegen den Willen der Eltern Deutschland in Richtung England und machte sich kurz nach der Jahrhundertwende in Paris als Unternehmer selbständig.
Haeusser erwarb ein beträchtliches Vermögen, zunächst mit dem Vertrieb dubioser Qualitätsdiplome und -medaillen. Nach polizeilichen Ermittlungen musste er dieses Geschäft aufgeben und gründete 1904 unter ebenfalls anrüchigen Bedingungen eine Aktiengesellschaft für Sekthandel. 1905 heiratete er Gabrielle Marguerite Grange. 1909 bekamen sie einen Sohn: Louis Gabriel Robert. 1913 zogen die Haeussers in die Schweiz, wo Haeusser als Buchmacher für illegale französische Rennwetten arbeitete. Im Juni 1914 wurde deswegen in Deutschland ein Haftbefehl gegen ihn erlassen, Haeusser von der Schweiz aber nicht ausgeliefert.
Der Ausbruch des Ersten Weltkrieges wurde auch für Haeusser zur Zäsur. In Frankreich wurden große Teile seines Vermögens als ausländisches Eigentum beschlagnahmt. Haeusser begann seine Geschäfte zu vernachlässigen, gab sie 1918 schließlich ganz auf und wurde zum antideutschen Kriegsgegner. Aus dem betrügerischen Sektfabrikanten wurde ein „Prophet der Erneuerung“ und „Mann der Zeitenwende“.

### Haeussers „Erweckung“
Bereits als junger Mann hing Haeusser einer naiven Gottgläubigkeit an. Und schon 1912 erklärte er: „Ich werde eines Tages die Geschäfte aufgeben, um nur noch Meiner Philosophie – Meinem Geist – Meinen Gedanken zu leben!“ Unter dem Eindruck des Krieges kam dieses religiöse Sendungsbewusstsein nun zum Ausbruch. Im August 1917 forderte er in einem offenen Brief Kaiser Wilhelm II. auf, durch seine Abdankung das Blutvergießen zu beenden, und veröffentlichte einen Friedensaufruf („La Paix“): „Das entfesselte Volk wird eines Tages mit furchtbarer Faust den Thron zerschmettern, der der Rückkehr des Friedens Widerstand leistet.“
Im Sommer 1918 verließ er seine Familie und versuchte, mit öffentlichen Vorträgen seine Botschaft zu verbreiten, zunächst ohne öffentliche Resonanz. Gleichzeitig fand er Kontakt zu Gusto Gräser und der lebensreformerischen Kommune Monte Verità bei Ascona, wo er die Lehren von Laotse kennen lernte – und Gräser betrügerisch um ein Grundstück brachte. Von Gräser angeregt, änderte er auch seine äußere Erscheinung: Von nun an trat er mit Mönchskutte, langem Haar und wallendem Bart auf. Nach neuen Vorträgen Anfang 1919 wurde Haeusser in Zürich verhaftet und als unerwünschter Ausländer nach Deutschland abgeschoben.

### Als Wanderprediger

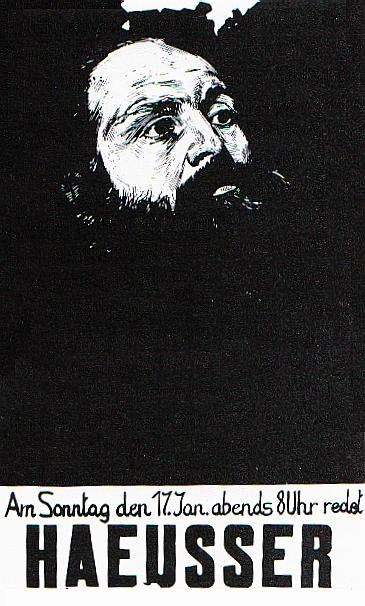
Haeusser-Plakat

Haeusser sah sich nun als religiöser Führer. Ausgehend von Baden und Württemberg predigte er bald in ganz Deutschland innere Umkehr und Selbstreinigung. Dabei mischte er urchristliche Gedanken mit Taoismus, Nietzsches Übermenschentum und dem „Ich-Kult“ Max Stirners: „AN MEINE TAT – nicht an Jesu sollst du glauben – nein – an Dich selbst – an Deine Tat – an Dein Können – an Deine Kraft – an Deinen Selbsterlöserwillen – an Deine Selbstüberwindungsmacht – an Dich – an Deine in Dir selbst schlummernde Geistes-Gewalt“. Bald scharte sich um ihn eine wachsende Zahl von „Jüngern“ und „Aposteln“. Diese organisierten seine Auftritte, vertrieben seine Schriften und sammelten Spenden. Zu ihnen gehörten auffallend viele Frauen, deren Zuneigung und Hörigkeit Haeusser sexuell ausnutzte.
Aufmerksamkeit erzielte Haeusser vor allem durch seine Publikumsbeschimpfungen: „Ihr Heuchler, ihr doppelzüngiges Otterngezücht, ihr Schlangenbrut, ihr überständigen Gräber, ihr wandelnden Abortgruben, ihr lebenden Leichname, ihr gehenden Gräber, ihr modernden Aashäuser, ihr verkörperte Sauställe, geht in Euch – schämet Euch!“ Haeusser hielt auch eine Veranstaltung im Bauhaus in Weimar ab, wohin er persönlich von Walter Gropius eingeladen worden war. Weiten Teilen der Öffentlichkeit galt er aber als Scharlatan, nicht nur konservativen Kreisen, sondern auch Vertretern der Jugendbewegung wie Walter Hammer: „Eine Persönlichkeit des deutschen Geisteslebens? Häussers Auftreten für viele Tausende Hoffnung und Lebensinhalt? Mir schwebt immer ein Marktschreier aus dem Trichterpark von St. Pauli vor Augen, der mit gerissener Rede sich die Dummen aus der Masse herausangelt.“

### Politische Aktivitäten
Ab etwa 1922 verstand Haeusser sich auch als politische Kraft: Als Retter Deutschlands, zukünftiger „Diktator der vereinigten Staaten Europa“ und „Weltpräsident“ der Wahrheit. Im November 1922 gründete er, inzwischen wieder mit „bürgerlichem“ Aussehen, zusammen mit dem jungen Rittmeister a. D. Graf Adolf von Bothmer die „Christlich-radikale Volkspartei“ als Sammlungsbewegung der Anhängerschaft aller „Inflationsheiligen“ und Republikfeinde von links und rechts. Dafür stilisierte Haeusser sich als „Hakenkreuzlerkommunist“ und suchte Kontakt zu Extremisten wie dem Freikorpsführer Hermann Ehrhardt und dem Anarcho-Kommunisten Max Hölz. Dem gleichen Zweck sollte die ab dem gleichen Jahr erscheinende Zeitschrift Haeusser dienen.
Das propagierte Ziel Haeussers war jetzt die völlige Zerstörung der alten Ordnung. In einer Proklamation von 1922 ließ er seinen Vernichtungsphantasien freien Lauf: „Blut --- Blut --- Blut --- Blut soll fließen, Blut MUß fliessen, Blut WIRD fließen! IN allen Rinnsteinen wie nach einem Wolkenbruch wird das BLUT sich anstauen! Denn wir haben bald Metzelsuppe! Ein Schlachtfest, bei dem Schweine in Menschengestalt abgeschlachtet werden, steht vor uns! Die Saat ist überreif! Tage trennen uns nur vom jüngsten Tag. Das jüngste Gericht- das Reich Gottes- die Herrschaft des Geistes- die Diktatur der Wahrheit- ist NAHE herbeigekommen!“

### Konflikte mit der Obrigkeit

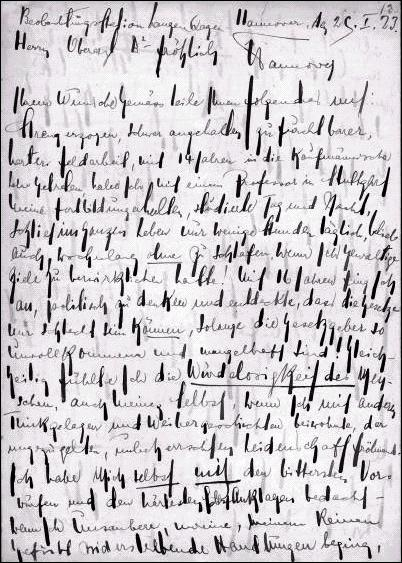
Schriftbild von Haeusser 1923

Von Beginn seiner Predigertätigkeit an war Haeusser amtlichen Redeverboten und Ausweisungen ausgesetzt. Ab 1922 lag er in Dauerkrieg mit der Staatsgewalt, die er bewusst provozierte. Er veröffentlichte Listen von Richtern, die ihn verurteilten und drohte ihnen, sie nach seiner Machtübernahme hinzurichten. An den Waiblinger Stadtschultheißen Vogel schrieb er: „Du bist ein glattes Rindvieh! Siehst Du – Hornochse – denn nicht – dass ICH auf deine öden faulen stumpfsinnigen Paragraphen scheisse, ja scheisse und zwar einen großen Haufen! - - Du bist nicht wert, dass dich die Sonne bescheint, oder ein Pudel bepisst! Du nasses Huhn, Bettsaicher! Du verdienst angebrunzt und in den Schatten gestellt zu werden, damit du nicht so schnell trocknest!“ Haeusser verbrachte von da an mehr Zeit in Gefängnissen und Nervenkliniken als in Freiheit. Mehrfach wurde er dabei auf seinen Geisteszustand hin untersucht. Man diagnostizierte eine Hypomanie und stufte ihn als Psychopathen, aber nicht als geisteskranken Psychotiker ein.
An Weihnachten 1922 verlobte sich Haeusser mit Bothmers Schwägerin Hedwig von Pohl, der Tochter des verstorbenen kaiserlichen Vizeadmirals Hugo von Pohl. Ihre Mutter ließ ihre Tochter in eine psychiatrische Anstalt einweisen, um sie dem Einfluss Haeussers zu entziehen. In weiterer Folge dieser Affäre wurde Haeusser festgenommen, im Januar 1923 in die Nervenklinik Langenhagen verbracht und schließlich zu insgesamt einem Jahr und neun Monaten Gefängnis und einer Geldstrafe von einer Million Mark verurteilt. Auch einige seiner engen Gefolgsleute, darunter Adele Juels und Olga Lorenzen, wurden zu Haftstrafen verurteilt.

### Niedergang und Ende der Bewegung
Im Gefängnis fiel Haeusser in schwere Depressionen. Es kamen ihm Zweifel an seiner „Mission“. 1924 löste er die „Christlich-radikale Volkspartei“ auf und gründete als Nachfolgeorganisation den „Haeusserbund“. Dieser beteiligte sich an den Reichstagswahlen im Mai und Dezember 1924; er erhielt knapp 25.000 bzw. weniger als 10.000 Stimmen. Das Ende der Inflation und der wirtschaftliche Aufschwung ließen die Anziehungskraft der „Inflationsheiligen“ schwinden. 1925 wollte Haeusser Reichspräsident werden: Seine Nominierung wurde aber nicht zugelassen, die für ihn abgegebenen Stimmen wurden für ungültig erklärt. Haeussers politische Wunschträume waren gescheitert.
Im Juli 1925 wurde Haeusser schwerkrank aus der Haft nach Hamburg entlassen. Ende 1926 plante er mit seinen wenigen verbliebenen Anhängern die Gründung einer Landkommune bei Berlin. Der Plan scheiterte jedoch an der mangelnden Finanzierung. Haeusser war durch seine Gefängnisaufenthalte und kostspieligen Prozesse finanziell am Ende. Im Frühjahr 1927 wurde er ins Städtische Krankenhaus Neukölln eingeliefert, wo er im Juni im Alter von 45 Jahren starb.
Zu seiner Beerdigung erschienen mehrere hundert Anhänger. 1930 wurden die Zeitschrift Haeusser eingestellt und der „Haeusser-Bund“ aus dem Vereinsregister gestrichen. Eine kleine Jüngerschar (in Ost- und Westdeutschland) existierte bis zu ihrem biologischen Ende in den späten 1970er Jahren. Sie veröffentlichte im Eigenverlag die Schriften Haeussers in Buchform.
Haeussers Grab auf dem Neuköllner Friedhof existiert nicht mehr.

## Einordnung der Gedankenwelt Haeussers
Die Vorstellungen Haeussers waren keineswegs neu, sondern standen in der Kontinuität der apokalyptischen und millenarischen Bewegungen des 19. und frühen 20. Jahrhunderts. Mit Gruppen wie den Lebensreformern, Wandervögeln und Naturfreunden hatten diese trotz erheblicher inhaltlicher Unterschiede ein Unbehagen an der modernen Industriegesellschaft, dem „westlichen Denken“ und der herrschenden Kultur gemeinsam. Inflationsheilige wie Haeusser verpackten diese Kritik in religiöse Termini. Sie verkündeten eine „Erlösung“ durch Jesus Christus bzw. seine Wiederkehr, verbanden also damit chiliastische und soteriologische Vorstellungen miteinander. Viele dieser neuen „Heiligen“, neben Haeusser etwa Friedrich Muck-Lamberty, Max Schulze-Sölde, Emil Leibold, Leonhard Stark und Franz Kaiser, sahen sich selbst als Reinkarnation Jesu oder als eigener Gott. Dazu kam – nicht nur bei Haeusser – eine erotische Komponente, die für damalige Verhältnisse ungewohnt offen körperliche „Reinigung“, „Begeistung des Fleisches“ und sexuelle Erfüllung und Erlösung behandelte.
Der verlorene Erste Weltkrieg mit seinen politischen, ökonomischen und gesellschaftlichen Folgen verstärkte die Akzeptanz für diese Art von Heils- und Erweckungsbewegungen, durch die sich insbesondere das Kleinbürgertum neue Sinnstiftung und eine geistige Neuordnung versprach. „Als die Revolutionäre erschlagen waren, im Zuchthaus saßen oder resignierten, schlug die Stunde der Wanderpropheten. Als die äußere Revolution sich totgelaufen hatte, fand sie ihre Fortsetzung in der Bewusst-seins-Revolution, in einer geistigen Wende“, so der Historiker Ulrich Linse. Für Haeusser war die Welt ein einziges riesiges „Scheißhaus“, das durch ihn gereinigt werden musste. Eine Geistrevolution sollte das kommende neue „Reich“ formen. Immer wieder betont er dabei die Macht des Individuums und der „Tat“. Allen Inflationsheiligen gemeinsam war dieser Glaube ans eigene „Ich“ bis hin zum Wunsch, sein eigener „Gott“ zu werden, und ein daraus resultierender Größenwahn und Drang zur egomanen Selbstdarstellung. In diesem Sinne ist Haeussers überlieferter Kampfruf zu verstehen: „Ich will Herrenmensch werden, nicht Herr über Menschen, sondern über mich selbst!“

## Literarische Verarbeitung
- Der kirchenkritische Schriftsteller Hermann Stehr baute Louis Haeusser in seinen Roman Droben Gnade Drunten Recht. Das Geschlecht der Maechler (Leipzig 1944) ein.
- Der Schriftsteller und Nationalbolschewist Ernst Niekisch schildert seine Erinnerungen an angebliche „Erlöser“ wie Haeusser und Adolf Hitler in Gewagtes Leben. Begegnungen und Erlebnisse (Köln/Berlin 1958).
- Otto Buchinger berichtet in Vom Marinearzt zum Fastenarzt. Metamorphosen eines Wandernden (Breisgau 1955) von den Kontakten der DADA-Szene zu Gräser und dem Haeusser-Bund.
- Das Theaterstück !ICH rede! Komm zu MIR!!! Eine Heilssuche stellt  Haeusser zusammen mit seinen Zeitgenossen Gusto Gräser, Otto Gross und Gregor Gog auf die Bühne. Uraufführung: 17. Mai 2007 im Theater Rampe, Stuttgart.[19]

## Veröffentlichungen
- Die Haeusser-Rede vom 23. Nov. 1922 im Parkhaus zu Wilhelmshaven: Nach einem Stenogramm. Wilhelmshaven 1922
- Der Übermensch von morgen. Heilbronn 1966
- Ich bin die Tat. Aus dem Nachlass des Kulturphilosophen. Heilbronn 1966
- Vom Sinn unseres Daseins: Brevier. Gedanken aus seinem Werk. Heilbronn 1966